# Saad Mamoun
Le major-général Saad Mamoun (né le 14 mai 1922, mort le 28 octobre 2000) était le commandant de la deuxième armée égyptienne pendant la Guerre du Kippour.